# Agnese di Brandeburgo (regina)
Agnese di Brandeburgo (1257 – 29 settembre 1304) è stata una regina danese.

## Regina consorte di Danimarca
Sposò Eric V di Danimarca e quando lui morì governò come reggente per il figlio Eric VI durante la sua minore età, dal 1286 al 1293. Suo padre era il Margravio di Brandeburgo Giovanni I (morto nel 1266), mentre sua madre era Brigitta di Sassonia. L'11 novembre 1273 sposò Eric V a Schleswig. Il matrimonio probabilmente avvenne durante la prigionia di Eric nel Brandeburgo: infatti tradizione vuole che Eric fosse stato rilasciato solo con la promessa di sposare Agnese senza pretendere dote. I matrimoni dinastici tra Danimarca e Brandeburgo comunque erano molto frequenti.
Con Eric ebbe i seguenti figli:
- Eric VI di Danimarca (1274-1319)
- Christopher II di Danimarca (1276-1332)
- Margrethe o Martha (1277-1341), sposa di Birger di Svezia
- Valdemar Eriksen
- Richeza (morta 1303/1308), sposa di Nicola II di Werle
- Katherina
- Elisabeth

Nel 1286, alla morte di Eric, divenne regina vedova. Dato che suo figlio Eric era ancora minorenne, Agnes assunse la reggenza sul regno. Tuttavia i dettagli sul suo regno non sono chiari e non sempre è facile determinare quali sono gli atti presi da lei e quali dal consiglio del regno. Sicuramente finanziò un affresco nella chiesa di San Bendt a Ringsted. Eric VI venne proclamato maggiorenne nel 1293, mettendo fine alla reggenza di Agnese.

## Contessa di Holstein-Plön
Nel 1293, poco dopo la fine della reggenza, sposò Gerardo (Gerhard) II, conte di Holstein-Plön (morto nel 1312) e con il quale ebbe il figlio Giovanni III, anche lui conte. Data anche la vicinanza tra i territori, continuò a fare spesso visita in Danimarca, che considerava ormai la propria casa. 
Morì il 29 settembre 1304 e venne seppellita a San Bendt a Ringsted.

## Ascendenza
|                           |                          |                          | Genitori                 |  |  | Nonni |  |  | Bisnonni                |  |  | Trisnonni                |  |
|                           |                          |                          |                          |  |  |       |  |  | Ottone I di Brandeburgo |  |  | Alberto I di Brandeburgo |  |
|                           |                          |                          |                          |  |  |       |  |  | Ottone I di Brandeburgo |  |  | Alberto I di Brandeburgo |  |
|                           |                          | Sofia di Winzenburg      |                          |  |  |       |  |  | Ottone I di Brandeburgo |  |  |                          |  |
| Alberto II di Brandeburgo |                          |                          |                          |  |  |       |  |  | Ottone I di Brandeburgo |  |  |                          |  |
|                           |                          | Adele d'Olanda           | Fiorenzo III d'Olanda    |  |  |       |  |  |                         |  |  |                          |  |
|                           |                          | Adele d'Olanda           | Fiorenzo III d'Olanda    |  |  |       |  |  |                         |  |  |                          |  |
|                           |                          | Adele d'Olanda           | Ada di Scozia            |  |  |       |  |  |                         |  |  |                          |  |
| Giovanni I di Brandeburgo |                          | Adele d'Olanda           |                          |  |  |       |  |  |                         |  |  |                          |  |
|                           |                          | Corrado II di Lusazia    | Dedi III di Lusazia      |  |  |       |  |  |                         |  |  |                          |  |
|                           |                          | Corrado II di Lusazia    | Dedi III di Lusazia      |  |  |       |  |  |                         |  |  |                          |  |
|                           |                          | Corrado II di Lusazia    | Matilde di Heinsberg     |  |  |       |  |  |                         |  |  |                          |  |
| Matilde di Groitzsch      |                          | Corrado II di Lusazia    |                          |  |  |       |  |  |                         |  |  |                          |  |
|                           |                          | Elisabetta di Polonia    | Miecislao III di Polonia |  |  |       |  |  |                         |  |  |                          |  |
|                           |                          | Elisabetta di Polonia    | Miecislao III di Polonia |  |  |       |  |  |                         |  |  |                          |  |
|                           |                          | Elisabetta di Polonia    | Elisabetta d'Ungheria    |  |  |       |  |  |                         |  |  |                          |  |
| Agnese di Brandeburgo     |                          | Elisabetta di Polonia    |                          |  |  |       |  |  |                         |  |  |                          |  |
|                           | Bernardo III di Sassonia | Alberto I di Brandeburgo |                          |  |  |       |  |  |                         |  |  |                          |  |
|                           | Bernardo III di Sassonia | Alberto I di Brandeburgo |                          |  |  |       |  |  |                         |  |  |                          |  |
|                           | Bernardo III di Sassonia | Sofia di Winzenburg      |                          |  |  |       |  |  |                         |  |  |                          |  |
| Alberto I di Sassonia     | Bernardo III di Sassonia |                          |                          |  |  |       |  |  |                         |  |  |                          |  |
|                           |                          | Brigitta di Danimarca    | Canuto V di Danimarca    |  |  |       |  |  |                         |  |  |                          |  |
|                           |                          | Brigitta di Danimarca    | Canuto V di Danimarca    |  |  |       |  |  |                         |  |  |                          |  |
|                           |                          | Brigitta di Danimarca    | …                        |  |  |       |  |  |                         |  |  |                          |  |
| Jutta di Sassonia         |                          | Brigitta di Danimarca    |                          |  |  |       |  |  |                         |  |  |                          |  |
|                           |                          | Ermanno I di Turingia    | Ermanno I di Turingia    |  |  |       |  |  |                         |  |  |                          |  |
|                           |                          | Ermanno I di Turingia    | Ermanno I di Turingia    |  |  |       |  |  |                         |  |  |                          |  |
|                           |                          | Ermanno I di Turingia    | Giuditta di Svevia       |  |  |       |  |  |                         |  |  |                          |  |
| Agnese di Turingia        |                          | Ermanno I di Turingia    |                          |  |  |       |  |  |                         |  |  |                          |  |
|                           |                          | Sofia di Wittelsbach     | Ottone I di Baviera      |  |  |       |  |  |                         |  |  |                          |  |
|                           |                          | Sofia di Wittelsbach     | Ottone I di Baviera      |  |  |       |  |  |                         |  |  |                          |  |
|                           |                          | Sofia di Wittelsbach     | Agnese di Loon           |  |  |       |  |  |                         |  |  |                          |  |
|                           |                          | Sofia di Wittelsbach     |                          |  |  |       |  |  |                         |  |  |                          |  |